# Viktor Fortin
Viktor Fortin (* 14. Mai 1936 in Fohnsdorf, Steiermark) ist ein österreichischer Komponist und Musikpädagoge.

## Leben
Viktor Fortin war nach Absolvierung der Pflichtschule zuerst Gärtnerlehrling, dann Gärtnergehilfe im elterlichen Betrieb. Nebenbei war er Tanzmusiker mit einer eigenen Band. In den Jahren 1956 bis 1963 absolvierte er ein Musikstudium am Konservatorium Graz bei Rudolf Schwenzer (Klavier) und Rudolf Frodl (Fagott). Fünf Jahre später maturierte er an der Arbeitermittelschule Graz und absolvierte Lehrbefähigungsprüfungen in Klavier, Fagott und Blockflöte. Daraufhin unterrichtete er Musik an diversen steirischen Musikschulen.
In den Jahren 1958 bis 1965 belegte er an der Universität für Musik und darstellende Kunst Graz Unterricht in Blockflöte bei Ilse Strzelba sowie Schulmusik und Komposition bei Waldemar Bloch. Danach absolvierte er Lehramtsprüfungen in Musik und Deutsch und wurde Gymnasiallehrer an verschiedenen Schulen in der Steiermark. In diesen Jahren betätigte er sich immer zunehmender als Komponist, Blockflötist, Klavierbegleiter und Dirigent eigener Werke. In den folgenden Jahren erhielt er zahlreiche Lehraufträge in Formenlehre, Musikanalyse, Partiturspiel und auch Methodik und Didaktik des Musikunterrichts an Höheren Schulen.
Die Ernennung zum Hochschulprofessor (entspricht dem heutigen Universitätsprofessor) für Blockflöte und ein Lehrauftrag für Formenlehre und Musikanalytik erfolgte im Jahre 1979. Nebenbei setzte er sein Studium der Musikwissenschaft an der Universität Wien fort. Im Jahr 1985 promovierte er in Musikwissenschaft und Germanistik bei Otmar Wessely mit der Dissertation „Das Wort-Ton-Verhältnis im klavierbegleiteten Sololied bei Hans Pfitzner“. Im Jahr 1993 wurde er (als Nachfolger von Karl Haidmayer) zum Präsidenten des Steirischen Tonkünstlerbundes gewählt (auf ihn folgte 2005 Gerhard Präsent) und das Goldene Ehrenzeichen des Landes Steiermark wurde ihm verliehen. Bis zu seiner Emeritierung im Jahr 2004 lehrte Fortin an der Kunstuniversität Graz. Danach wandte er sich vermehrt dem kompositorischen Schaffen und der künstlerischen Tätigkeit zu. Unter anderem zählen zu seinen wichtigsten künstlerischen Tätigkeiten die zahlreiche Konzerte mit eigenen Chansons am Klavier begleitend mit Monique Johannsen und Wolfgang Müller-Lorenz und die Komposition der Kirchenoper Franz Jägerstätter (fertiggestellt im Jahr 2006).

## Werke (Auswahl)

### Ensemblemusik
- Appalachische Sonate – für Altblockflöte (oder Querflöte) und Klavier (1970/1971)[3]
- Serenata quasi facile – Duo für Sopranblockflöte (oder Oboe) und Klavier (1985–1988)[3]
- Liebeserklärungen an die Baßblockflöte – Duo für Bassblockflöte und Gitarre (1993)[3]
- Chanson da Mur – Solo für Stimme und Klavier (1994)[3]
- Trio con effetto – Trio für Sopranblockflöte, Altblockflöte und Tenorblockflöte (1994)[3]
- Little Happy Suite – Duo für Klavier und Violine (1995)[3]
- Meditation, Litanei und Laudes – Sextett für zwei Trompeten, Posaune, Tuba, Alphorn und Orgel (1995/2004)[3]
- Sonata Ursi Minoris – Duo für Klavier und Viola (1995)[3]
- Swinging Flutes – Trio für drei Flöten (1996)[3]
- Avvenimenti – Trio für Perkussion, Klavier vierhändig und Akkordeon (1997)[3]
- Swinging Partita – Trio für zwei Trompeten und Orgel (1997)[3]
- Sonata nel blu – Streichsextett für zwei Violinen, zwei Violen, Violoncello und Kontrabass (1998)[3]
- Hafneriade – Sextett für zwei Trompeten, Horn, Posaune, Tuba und Perkussion (1999)[3]
- Steirische Pastourelle – Flöte, Klarinette, Violoncello und Hackbrett (2000)[3]
- Intrada – Sextett für zwei Trompeten, Horn, Posaune, Tuba und Pauke (2001)[3]
- Festfanfare für die Kärntner Sparkasse – Septett für zwei Trompeten, Horn, Posaune, Tuba, Pauke und Becken (2002)[3]
- Das Eichhörnchen – Duo für Blockflöte und Klavier (2002)[3]
- Romanze – Duo für Violoncello und Klavier (2003)[3]
- Concert amusant – Quintett für zwei Violinen, Flöte, Viola und Violoncello (2004)[3]
- Borderline Sonata – Duo für Posaune und Klavier (2005)[3]
- Dedicationes – Duo für Violine und Viola (2006)[3]
- Griechisches Brautlied – Quintett für zwei Violinen, Klavier vierhändig, Viola und Violoncello (2008)[3]
- Remember Holidays – Trio für Sopranblockflöte, Altblockflöte und Gitarre (2009)[3]
- Scherzo Bambini – Trio für Violine, Viola und Violoncello (2010)[3]
- Vier blecherne Bagatellen – Trio für Trompete, Posaune und Klavier (2011)[3]
- Sechs Vogelbilder – Duo für Flöte (oder Altblockflöte) und Klavier (2012)[3]
- Vier Tierlieder nach Texten von Christian Morgenstern – Quartett für Blockflöte (in Gb), Sopranblockflöte, Altblockflöte und Tenorblockflöte mit zweistimmigem Kinderchor (2014)[3]
- LukiLieder – für einstimmigen Kinderchor, Streicher und Schlaginstrumente (2015)[3]

### Solomusik
- Pas de deux – für Fagott solo. Der Fagottist bedient gleichzeitig Gr. Trommel mit Fußmaschine, Tam-Tam, Woodblock (1995)[3]
- Sechs Vortragsstücke – für Trompete (1995)[3]
- Vier Hexenstücke – für Klavier solo (1996)[3]
- Vier Monologe für einen Flötenspieler (2000/2010)[3]
- Auf Papagenos Vogelfarm – für Oboe solo (2002)[3]
- Three Pocket – Performances for a Flute-Player (2002/2010)[3]
- Variation über ein Thema von Jenö Takacs – für Klavier solo (2005)[3]
- Orgelrock-Toccata – für Orgel solo (2008)[3]
- Allegro apocalissico – für Klavier solo[3]
- Zwei Klavierstücke für Joel – für Klavier solo (2010)[3]

### Oper/Musiktheater
- Schneeweißchen und Rosenrot – Kleines szenisches Spiel für Solostimmen, Jugendchor und Instrumente, geeignet für etwa Acht- bis Elfjährige, Text: Gertrud Aigner, nach Brüdern Grimm (1967/2013)[3]
- Narr der 1000 Blüten – Stück mit Musik von Andreas Staudinger (1998)[3]
- Sauflied – aus der Oper Franz Jägerstätter, Text: Gerd Linke (2007)[3]
- Tausendblütennarr – Kinderoper, Text: Andreas Staudinger (2012–2013)[3]